# Symphurus oculellus
Symphurus oculellus es una especie de pez de la familia Cynoglossidae en el orden de los Pleuronectiformes.

## Distribución geográfica
Se encuentran al oeste del  Atlántico.